# 밑줄 문자
밑줄 문자(underscore) 또는 언더바(underbar)라고도 불리는 기호 '_'는 컴퓨터에서 공백 문자를 대신하여 사용하기 위하여 고안된 기호로서, 아스키 코드 95번에 해당한다. 도스 명령어 인터프리터는 명령어와 인자들을 공백 문자를 구분 기호로 하여 인식하였기 때문에 각 명령어 또는 인자 내에서는 공백이 허용되지 않았던 시기의 산물이지만, 지금도 프로그램 등에서 변수의 이름처럼 공백을 쓰지 못하는 경우에 공백 문자를 대신하여 사용되고 있다.

## 유니코드
| 기호 | 유니코드(16진) | 참조 문자(10진) | 명칭        |
| ---- | -------------- | --------------- | ----------- |
| _    | U+005F         | &#95;           | 밑줄        |
| ＿   | U+FF3F         | &#65343;        | 밑줄 (전각) |

## 같이 보기
- 밑줄
- 공백 문자